# Санта-Круш-да-Грасиоза
Санта-Круш-да-Грасиоза (порт. Santa Cruz da Graciosa) — муниципалитет в Португалии, входит в округ Азорские острова. Расположен на острове Грасиоза. Население составляет 4780 человек на 2001 год. Занимает площадь 60,94 км².
Покровителем города считается Животворящий Крест (порт. Santa Cruz).
Праздник города — 24 июня.

## История
Город основан в 1486 году.

## Состав муниципалитета
В муниципалитет входят следующие районы:
1. Гуадалупе
2. Луш
3. Прайа
4. Санта-Круш-да-Грасиоза